# Grožnjan
Grožnjan (em italiano:  Grisignana) é um município da Croácia, situado no condado da Ístria. Tem 69,14 km² de área e sua população em 2011 foi estimada em 736 habitantes.